# Henckelia hookeri
Henckelia hookeri là một loài thực vật có hoa trong họ Tai voi (Gesneriaceae). Loài này có ở khu vực ven Himalaya, được C.B. Clarke mô tả khoa học đầu tiên năm 1874 dưới danh pháp Chirita hookeri. Năm 2011, D.J.Middleton & Mich.Möller chuyển nó sang chi Henckelia.